# Comando de Operações Terrestres
Comando de Operações Terrestres (COTer) é o órgão de direção operacional do Exército Brasileiro, localizado em Brasília e vinculado ao Comando do Exército. É responsável por orientar e coordenar, em seu nível, o preparo e o emprego da Força Terrestre, em conformidade com as diretrizes do comandante do Exército e do Estado-Maior do Exército (EME).

## Histórico
Foi criado pelo decreto nº 99.699, de 6 de novembro de 1990. Suas instalações foram inauguradas em 7 de janeiro de 1991, no Quartel-General do Exército, sediado em Brasília.
Inicialmente, absorveu atribuições inerentes ao "Preparo e ao Emprego da Força Terrestre". Coube-lhe a responsabilidade pela expedição de diretrizes e orientações que tratam do Planejamento Operacional e da Instrução Militar, visando ao seu emprego na Garantia da Lei e da Ordem, em Ações Complementares e em Operações Internacionais de Manutenção da Paz.
A partir de 1 de janeiro de 2003, passou a ter autonomia administrativa, antes vinculada ao EME, que lhe foi concedida por meio da portaria nº 286 do comandante de Exército, de 25 de junho de 2002.

## Organização
Atualmente, é organizado em Comando, Subcomando, Centro de Doutrina do Exército, Chefia de Preparo da Força Terrestre, Chefia de Emprego da Força Terrestre e Chefia de Missões de Paz.